# Atsuto Uchida
Atsuto Uchida (内田 篤人 Uchida Atsuto?), är en japansk före detta fotbollsspelare som spelade som högerback. Han spelade under sin karriär för Kashima Antlers, Schalke 04 och Union Berlin.